# Comunitat regional de Saarbrücken
La Comunitat regional de Saarbrücken (Regionalverband Saarbrücken), antigament coneguda com a Comunitat urbana de Saarbrücken (Stadtverband Saarbrücken) és una Associació municipal de tipus especial ("Kommunalverband besonderer Art" en alemany) de Saarland (Alemanya). El cap del districte és la ciutat de Saarbrücken.

## Història
El districte de Saarbrücken va ser creat el 1816. Al 1974, el districte i el districte urbà de Saarbrücken es van unir per crear una associació comunal, una divisió administrativa composta per un districte rural i una ciutat "gran" que era un districte independent. Era l'origen de la Comunitat urbana de Saarbrücken. L'1 de gener de 2008 va passar a denominar-se Comunitat regional de Saarbrücken.

## Ciutats i municipis

Ciutats i municipis de la Comunitat regional de Saarbrücken

(Nombre d'habitants el 2015)
| Ciutats 1. Friedrichsthal (10.280) 2. Püttlingen (18.748) 3. Saarbrücken (178.151) 4. Sulzbach (16.215) 5. Völklingen (39.129) | Municipis 1. Großrosseln (8.048) 2. Heusweiler (18.081) 3. Kleinblittersdorf (11.078) 4. Quierschied (13.039) 5. Riegelsberg (14.611) |